# Софија Гођа
Софија Гођа (итал. Sofia Goggia; Бергамо, 15. новембар 1992) италијанска је алпска скијашица. У Светском купу дебитовала је децембра 2011. а до сезоне 2015/16.. такмичила се првенствено у Европа купу. На Зимским олимпијским играма у Пјонгчангу освојила је златну медаљу у спусту.

## Биографија
На светском првенству је дебитовала 2013. у Шладмингу, иако је до тада имала само четири учешћа на тркама Светског купа, без пласмана. На том првенству остварила је прве запаженије резултате: четврто место у супервелеслалому и седмо у суперкомбинацији. Међу прве три у тркама Светског купа први пут се пласирала новембра 2016. заузевши треће место у велеслалому одржаном у Килингтону. У истој дисциплини освојила је бронзану медаљу на светском првенству 2017.
Прву победу у такмичењима Светског купа забележила је марта 2017. у Џонгсону у Јужној Кореји. Наредног дана је победила у супервелеслалому, што јој је био једанаести пласман међу прве три у сезони. На финалу Светског купа у Аспену остварила је још два пласмана међу прве три. Сезону је завршила на трећем месту са 1197 бодова.

## Освојени кристални глобуси
| Сезона    | Дисциплина |
| --------- | ---------- |
| 2017/18.. | Спуст      |

## Победе у Светском купу
7 победа (4 у спусту, 3 у супервелеслалому)
| Сезона    | Датум              | Место            | Дисциплина      |
| --------- | ------------------ | ---------------- | --------------- |
| 2016/17.. | 4. март 2017.      | Џонгсон          | спуст           |
| 2016/17.. | 5. март 2017.      | Џонгсон          | супервелеслалом |
| 2017/18.. | 14. јануар 2018.   | Бад Клајнкирхајм | спуст           |
| 2017/18.. | 19. јануар 2018.   | Кортина д'Ампецо | спуст           |
| 2017/18.. | 14. март 2018.     | Оре              | спуст           |
| 2018/19.. | 23. фебруар 2019.  | Кран Монтана     | супервелеслалом |
| 2019/20.. | 14. децембар 2019. | Санкт Мориц      | супервелеслалом |